# Ruth Leach Amonette
Ruth Leach Amonette, née le 24 septembre 1916 et morte le 21 juin 2004 est une femme d'affaires américaine, autrice, et éducatrice. Elle est la première femme élue au conseil d'administration de la société IBM en tant que vice présidente en 1943 à l'âge de 27 ans, devenant l'une des rares femmes du conseil d'administration d'une multinationale  aux États-Unis à cette époque . Elle est connue pour son travail en tant que femme d'affaires et en tant qu'éducatrice,,,,,.

## Biographie
Ruth Leach est née en 1916 à Okland en Californie. Elle commence ses études en 1993  à l'Université de Californie. Après l'obtention de sa licence en 1937 elle travaille en tant qu'assistante dentaire, et quitte son emploi pour travailler à l'exposition  Golden Gate International Exposition.
Elle débute en février 1939 à IBM. En juillet 1940 elle obtient une promotion et devient instructrice pour IBM dans le département d'état pour l'éducation à Endycot à New York. Elle est ensuite promue encore une fois et devient secrétaire à l'éducation pour les femmes à Endicott. Elle remporte les élections pour devenir vice-présidente d'IBM en 1943. Elle est l'une des  premières femmes élue au conseil d'administration d'une grande entreprise aux États-Unis,,
Après être devenue vice présidente elle s'engage dans la promotion des femmes dans le monde des affaires et de l'industrie.

## Publications
- Ruth Leach Amonette, Among equals : a memoir : the rise of IBM's first woman corporate vice president, Creative Arts Book Co, 1999 (ISBN 0-88739-218-0, 978-0-88739-218-4 et 0-88739-219-9, OCLC 43546769, lire en ligne)[8]